# Салот Чхай
Салот Чхай (1920 или 1922 — апрель 1975) — камбоджийский левый политический активист и журналист, играл заметную роль в политике страны в 1950-70-х годах. В основном известен благодаря тому, что был старшим братом лидера коммунистического движения «Красные кхмеры» Пол Пота (настоящее имя — Салот Сар). Чхай также оказал влияние на раннее развитие этого политического движения.
Салот Чхай, по всей видимости, был убит красными кхмерами вскоре после их победы в гражданской войне в Камбодже или же погиб во время насильственной депортации из города Пномпень.

## Жизнь
Салот Чхай родился в крестьянской семье среднего достатка в небольшой рыбацкой деревне Прексбаув, что находится в провинции Кампонгтхом. В середине 1930-х годов он переехал жить в Пномпень к своим родственникам, которые имели связи с двором короля Камбоджи, Сисовата Монивонга.
Чхай был сторонником независимости Камбоджи от французского колониального владычества и придерживался левых политических взглядов. В первой половине 1950-х он некоторое время находился в националистическом партизанском движении под руководством Сон Нгок Тханя, а также имел контакты с принцем Нородомом Чантрангсеем другим влиятельным лидером антиколониального сопротивления, возглавлявшим движение «Кхмер иссарак» («Свободные кхмеры»), через которого поддерживал контакты с двором.
Изначально Чхай пытался убедить своего младшего брата Салота Сара, который возвратился из Парижа в 1953 году, в необходимости совместной работы с Чантрангсеем, но Сар отказался, так как считал принца «феодалом». Салот Сар, тем не менее, смог воспользоваться связями Чхая в среде коммунистического антиколониального движения. Чхай работал вместе с Вьетминем, который имел присутствие в пограничных с Камбоджей областях, и брал своего брата вместе с собой. Чхай также посещал восточный штаб камбоджийского партизанского движения «Единый национальный фронт», и благодаря этому Сар также стал вхож в эти круги.
Камбоджа стала независимым государством в 1953 году под руководством принца Нородома Сианука. Чхай же в это время стал активистом социалистической партии «Прачеачон», единственной легальной организации «фронта» коммунистов Камбоджи. Чхай, однако, был арестован в 1955 году после публикации статьи в газете «Саммаки» («Солидарность»), в которой критиковал военное соглашение между Камбоджей и США, подписанное Сиануком.
В конце 1950-х начале 1960-х «Прачеачон» подвергался репрессиям со стороны Сангкума — правительства Сианука. Чхай в 1969 снова попал в тюрьму, однако уже в следующем году возвратился к деятельности после государственного переворота, в результате которого Сианук был свергнут, а главой государства стал Лон Нол, бывший премьер-министр страны. В течение 1971—1972 годов Чхай работал в качестве редактора полуофициальной партийной газеты «Праёйан Кхмер», и продолжил принимать участие в деятельности партии «Прачеачон».

## Смерть
Чхай погиб вскоре после занятия Пномпеня «Красными кхмерами» 17 апреля 1975 года. Со стороны администрации коммунистов поступил приказ об эвакуации населения города со ссылкой на возможные американские бомбардировки и недостаток продовольствия. Всё население было депортировано в сельскую местность. Чхай, по всей вероятности, погиб, как и тысячи других, на марше или был специально убит красными кхмерами.